# Rafael Sica
Rafael Sica (Pelotas, 1979) é um ilustrador e quadrinista brasileiro. Já publicou suas tiras em diversos jornais brasileiros e, em 2004, criou o blog Ordinário, inicialmente com a intenção de que fosse um portfólio virtual, mas que se tornou um repositório de suas tiras online, chamadas "Quadrinhos Ordinários". Rafael ganhou o Troféu HQ Mix em 2005 (desenhista revelação) e 2009 (Web quadrinhos, por "Quadrinhos Ordinários").
No ano de 2010 publicou o livro Ordinário (Companhia das Letras).  Em 2013, participou da antologia Friquinique (Beleléu) e publicou o álbum Tobogã (Narval). No ano de 2014 publicou Novela (BebelBooks) e FIM – Fácil e Ilustrado Manifesto (Beleléu). Em 2017 publicou o livro Fachadas (Lote42). A exposição individual O Ordinário Rafael Sica percorreu as unidades da Caixa Cultural de Fortaleza, Rio de Janeiro e Curitiba, durante o ano de 2018. Em 2019 publicou o livro Triste (Lote42). Seus mais recentes trabalhos são o livro Brasil (Caderno Listrado, 2020) e a parceria com o escritor Paulo Scott Meu Mundo Versus Marta (Companhia das Letras, 2021), Ninguém Dormia (Ôzé, 2022).

## Obras
- Ordinário (Cia. das Letras, 2010)
- Tobogã (Narval, 2013
- Fim: Fácil e Ilustrado Manifesto (Beleléu, 2014)
- Novela (BebelBooks, 2014)
- Fachadas (Lote42, 2017)
- Triste (Lote42, 2019)
- Brasil (Caderno Listrado, 2020)
- Meu Mundo Versus Marta (Cia. das Letras, 2021)
- Ninguém Dormia (Ôzé, 2022)
- Satã amigo das Crianças Boas (Veneta, 2023)
- A Última Enciclopédia (Caderno Listrado, 2023)

### Como autor secundário
- A flor da Amazônia de Toni Brandão (2006)
- Cada minuto na Terra : coisas que acontecem no planeta a cada 60 segundos de Steve Murrie (2009)
- Poesia faz pensar (2011)
- Friquinique (2013)
- Oráculo : as 618 melhores perguntas dos leitores da Superinteressante, respondidas pelo supremo ser que tudo sabe (2014)